# 播音名
播音名，为广播电台播音员以及电视节目主持人（尤其是新闻主播和少儿节目主持人）在本名以外所取，在播音时供听众称呼的化名，多被视为艺名的一种。
播音名可能与本名完全不同，如已故中央人民广播电台播音员耿绍光播音名为“夏青”；也可能只是去掉姓氏的本名，如央视新闻主播李文静播音名“文静”，仅省略了姓氏。
早期广播电台播音员大多以播音名为人所知；如今随着时代变迁，加上部分媒体要求实行“实名制”，一些播音员已不再使用播音名，而是以本名出现在麥克風前。但也有一部分播音员仍然坚持使用与本名不同的播音名。而由于播音名与本名不同引发的混乱也见诸报端，如甘肃电视台的一位主播在连续三天出镜的情况下，使用了三个不同的名字，引发热议。